# Kevin Hart (poeta)
Kevin Hart (Australia, 5 luglio 1954) è un poeta, critico letterario, filosofo e teologo australiano.
In aggiunta ai suoi libri di poesia, ha pubblicato studi su Jacques Derrida, Samuel Johnson, A.D. Hope e sul critico e filosofo francese Maurice Blanchot. Ha anche tradotto dall'italiano Il porto sepolto di Giuseppe Ungaretti.